# Maria-Hilf-Kirche (Pfelders)

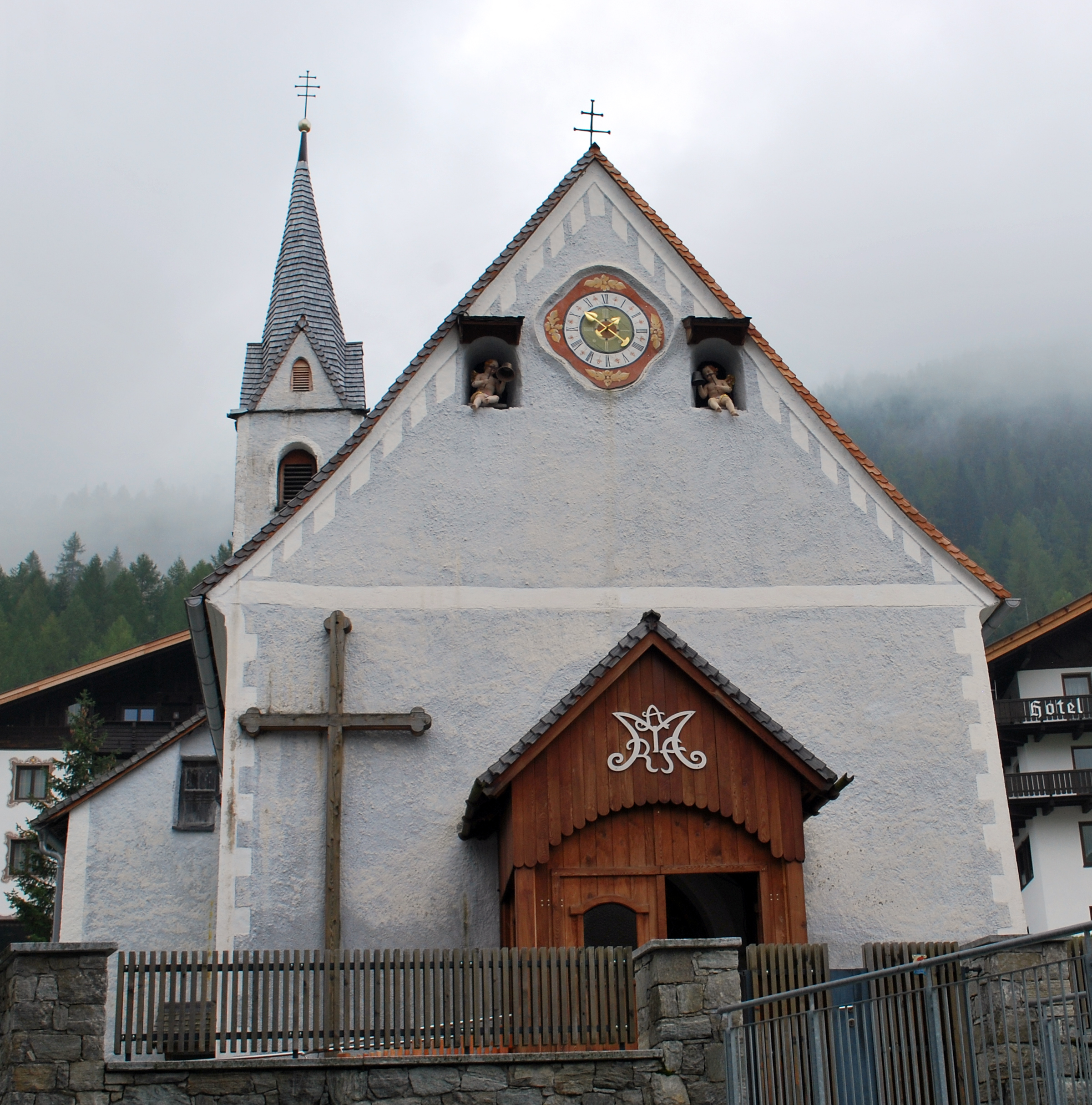
Eingang zur Kirche

Die römisch-katholische Pfarrkirche Maria-Hilf in Pfelders, einer Fraktion der Gemeinde Moos in Passeier in Südtirol, ist ein geschütztes Baudenkmal.

## Geschichte
Ursprünglich besaß Pfelders keine eigene Kirche. Das Gebiet diente zunächst vor allem zur Jagd. Das Grund- und Bodenrecht befand sich ehemals in Besitz des Tiroler Landesfürsten und der Herren des Schlosses Auer. 
Eine erste Ansiedlung wurde möglicherweise von Jägern und Hirten aus Tirol gegründet. Seelsorgerisch gehörten die Bewohner nicht zur Pfarre Tirol, sondern zu jener von St. Peter ob Gratsch. Zunächst betreute die Mutterpfarrei Pfelders, von dem sie 7 Stunden Fußmarsch durch schwer ersteigbares Gebirge getrennt war. Die Toten mussten im Winter im gefrorenen Zustand in den Dachkammern aufbewahrt werden und konnten erst nach Gangbarmachung das Weges auf dem Friedhof von St. Peter überführt werden. Für den Kirchgang wurde ein uralter Pfad genutzt, der über das Spronser Joch auf geradem Weg nach Tirol führt. Von 1420 bis 1693 wurde Pfelders von St. Leonhard aus verwaltet. 1712 wies das Zisterzienserstift Stams die Filiale der Kuratie Moos zu. Von 1712 bis 1717 gehörte Pfelders zur neu gegründeten Kuratie Platt. Von 1717 bis 1752 wurde es wieder mit Moos vereinigt. In Folge des Bevölkerungszuwachses und der Zerstückelung einzelner Höfe und Besitzungen, wuchs im 18. Jahrhundert der Wunsch nach einer eigenen Seelsorge. Abt Roger von Stams gründete schließlich in der abgelegenen Gemeinde eine Kuratie zweiten Ranges. Spendengelder ermöglichten später die Anstellung eines zweiten Priesters. 

Die Kuratiekirche unter dem Patrozinium Maria-Hilf wurde 1745 bis 1752 größtenteils mit Finanzierung der Gemeinde erbaut. Der Fürstbischof von Chur beanspruchte für sich jährlich eine Jahrtagsmesse in der Kirche von Pfelders lesen zu lassen. Eine Schule war im Hause des Mesners notdürftig untergebracht. 1810 brach eine Schneelawine durch den Wald in den Pfarrwidum, die Kirche blieb, durch den Vorbau geschützt, unversehrt. 1830 stellte der Kurat Stephan Blas den Chor und die Orgel neu her. Die Kuratie wurde später zur eigenen Pfarrei erhoben. Seit 1981 ist die Kirche ein geschütztes Baudenkmal. Das Patroziniumsfest wird jährlich am 25. Juli mit einer Prozession begangen.

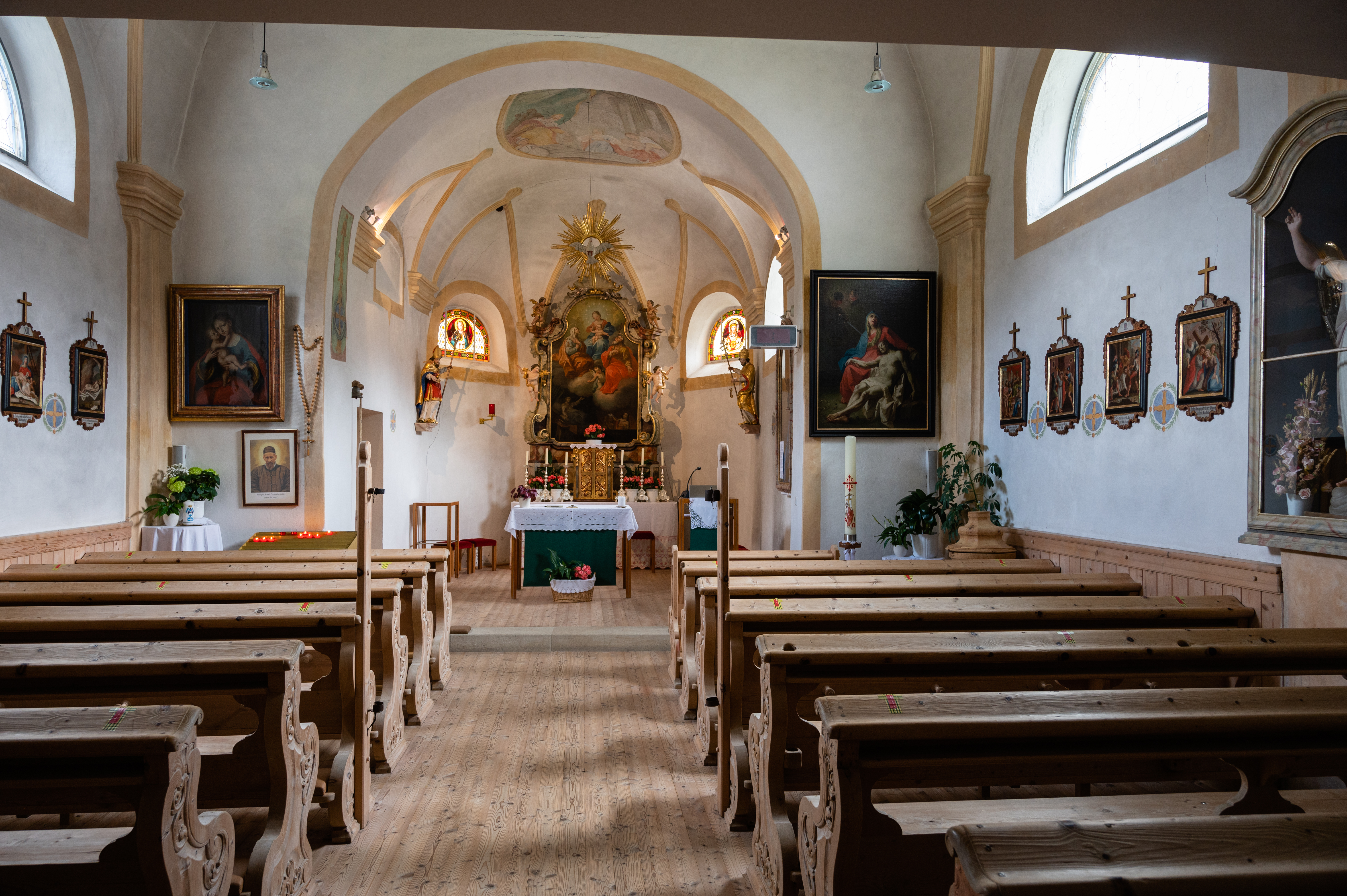
Innenraum

## Beschreibung
Der Turm besitzt einen Spitzhelm. Der einschiffige Innenraum beherbergt im Chor einen Hochaltar mit Rokokorahmen. Das Altarblatt vom Innsbrucker Maler Johann Michael Strickner aus dem Jahre 1759 stellt Maria mit Kind über der hl. Anna und dem hl. Joachim dar. Die zwei Gemälde an den Seitenwänden schuf der Passeier Maler Joseph Haller. Die Kirche umgibt ein Friedhof. Neben der Kirche steht das Pfarrwidum.